# Пашкевич, Павел Иванович
Павел Иванович Пашкевич (род. 31 марта 1967, Норильск, Красноярский край) — советский хоккеист, защитник.

## Биография
Воспитанник норильского «Заполярника». В сезоне 1984/85 провёл два матча в чемпионате СССР за ленинградский СКА, два следующих сезона отыграл в фарм-клубе «Звезда» Оленегорск — Ленинград. Четыре сезона провёл в ленинградском «Ижорце». В сезонах 1992/93 — 1996/97 выступал в низших североамериканских лигах за команды «Сент-Питерсберг Ренегейдс», «Форт-Уэрт Файр», «Уичито Тандер», «Флинт Дженералс», «Брантфорд Смоук», «Уэст-Палм-Бич Блейз», «Детройт Фэлконс», «Куод-Сити Мэллардс», «Дейтон Бомберз», «Рино Ренегейдс».